# Lijst van beschermd erfgoed in Ramillies
Onderstaande tabel geeft een overzicht van de beschermde erfgoederen in de gemeente Ramillies. Het beschermd erfgoed maakt onderdeel uit van het cultureel erfgoed in België.
| Object                                                                      | Bouwjaar/architect | Deelgemeente                  | Adres                                  | Coördinaten                   | Nummer?                | Afbeelding                                           |
| --------------------------------------------------------------------------- | ------------------ | ----------------------------- | -------------------------------------- | ----------------------------- | ---------------------- | ---------------------------------------------------- |
| Tumulus van Hottomont en omliggende terreinen                               |                    | Grand-Rosière-Hottomont       |                                        | 50° 37' 22" NB, 4° 53' 28" OL | 25122-CLT-0003-01 Info | Tumulus van Hottomont en omliggende terreinen        |
| Kapel Saint-Feuillen, uitgezonderd de sacristie                             |                    | Autre-Eglise                  | rue de la Gare d'Hédenge et alentours  | 50° 40' 26" NB, 4° 54' 21" OL | 25122-CLT-0004-01 Info | Kapel Saint-Feuillen, uitgezonderd de sacristie      |
| Pastorie van kerk Saint-Hubert en bijgebouwen: gevels en daken, en omgeving |                    | Ramillies-Offus               | rue du Wayaux (S)                      | 50° 38' 11" NB, 4° 54' 57" OL | 25122-CLT-0005-01 Info |                                                      |
| Pastorie: gevels en daken, en omliggende muur                               |                    | Autre-Eglise                  | rue de la Place (M) et alentours (S)   | 50° 39' 48" NB, 4° 55' 30" OL | 25122-CLT-0006-01 Info | Pastorie: gevels en daken, en omliggende muur        |
| Pastorie van de kerk Saint-symphorien en aanbouw: gevels en daken           |                    | Geest-Gérompont-Petit-Rosière | rue Louis Delvaux (M) et alentours (S) | 50° 38' 38" NB, 4° 51' 40" OL | 25122-CLT-0007-01 Info |                                                      |
| Kerk Notre-Dame en omgeving                                                 |                    | Autre-Eglise                  |                                        | 50° 39' 48" NB, 4° 55' 32" OL | 25122-CLT-0008-01 Info | Kerk Notre-Dame en omgeving                          |
| Kerk Saint-Jean-Baptiste                                                    |                    | Huppaye                       |                                        | 50° 41' 32" NB, 4° 53' 33" OL | 25122-CLT-0009-01 Info | Kerk Saint-Jean-Baptiste                             |
| Kerk Saint-André en de kerkhofmuur en diens omgeving                        |                    | Mont-Saint-André              |                                        | 50° 39' 18" NB, 4° 51' 49" OL | 25122-CLT-0010-01 Info | Kerk Saint-André en de kerkhofmuur en diens omgeving |
| Kerk Saint-Remy en omgeving                                                 |                    | Geest-Gérompont-Petit-Rosière |                                        | 50° 38' 49" NB, 4° 52' 50" OL | 25122-CLT-0011-01 Info | Kerk Saint-Remy en omgeving                          |
| Doopvont van Molembais                                                      |                    |                               |                                        | 50° 41' 36" NB, 4° 54' 23" OL | 25122-CLT-0012-01 Info |                                                      |
| Kerk Notre-Dame du Rosaire                                                  |                    | Bomal                         |                                        | 50° 40' 5" NB, 4° 52' 25" OL  | 25122-CLT-0016-01 Info | Kerk Notre-Dame du Rosaire                           |
| een deel van de omliggende terreinen van de abdij van La Ramée (S)          |                    | Bomal                         |                                        | 50° 40' 55" NB, 4° 51' 36" OL | 25122-CLT-0018-01 Info |                                                      |
| De pastorie uit de 17e eeuw                                                 |                    | Bomal                         |                                        | 50° 40' 8" NB, 4° 52' 26" OL  | 25122-CLT-0019-01 Info | De pastorie uit de 17e eeuw                          |
| Tumulus van Hottomont, archeologische site                                  |                    |                               | Grand-Rosière                          | 50° 37' 22" NB, 4° 53' 28" OL | 25122-PEX-0001-01 Info | Tumulus van Hottomont, archeologische site           |